# Scaptodrosophila kirki
Scaptodrosophila kirki är en tvåvingeart som först beskrevs av Harrison 1959.  Scaptodrosophila kirki ingår i släktet Scaptodrosophila och familjen daggflugor. Inga underarter finns listade i Catalogue of Life.